# Bundestagswahl 2002
- PDS: 2
- SPD: 251
- Grüne: 55
- Union: 248
- FDP: 47

- Regierung: 306
- Opposition: 297

Die Bundestagswahl 2002 fand am 22. September 2002 statt. Bei der Wahl zum 15. Deutschen Bundestag waren etwa 61,4 Millionen Deutsche wahlberechtigt. Ungewöhnlich am Wahlausgang war die nur geringe Differenz von etwa 6.000 Zweitstimmen (0,01 %) zwischen SPD und CDU/CSU. Als Ergebnis der Wahl kam es zur Fortsetzung der seit 1998 regierenden rot-grünen Koalition: Gerhard Schröder blieb Bundeskanzler und bildete das Kabinett Schröder II.

## Hintergrund
24 Parteien nahmen mit Landeslisten an der Bundestagswahl teil:
Die SPD, Bündnis 90/Die Grünen, FDP, PDS und NPD waren in allen 16 Bundesländern mit Landeslisten vertreten, die CDU in allen Ländern außer Bayern, die CSU nur in Bayern.
Die Schill-Partei stellte sich in allen Ländern außer Sachsen-Anhalt zur Wahl.
Die Anzahl der Kandidaten, der Sitze im Bundestag sowie der Wahlkreise war im Vergleich zur Bundestagswahl 1998 geringer. 3542 Kandidaten (1998: 5062), von denen etwa 29 % Frauen waren, bewarben sich um ein Mandat für den auf 598 Abgeordnete (1998: 656) verkleinerten Bundestag. Die Zahl der Wahlkreise wurde um 29 auf 299 verringert.

## Spitzenkandidaten

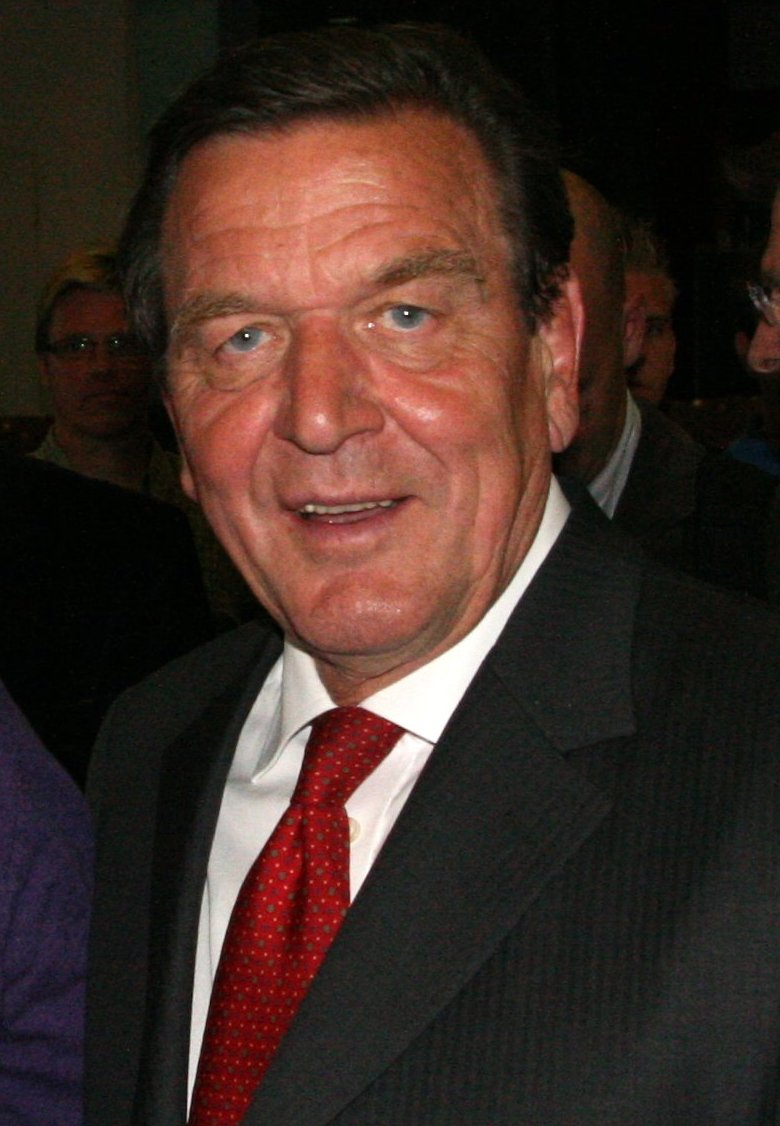
Gerhard Schröder, Kanzlerkandidat der SPD

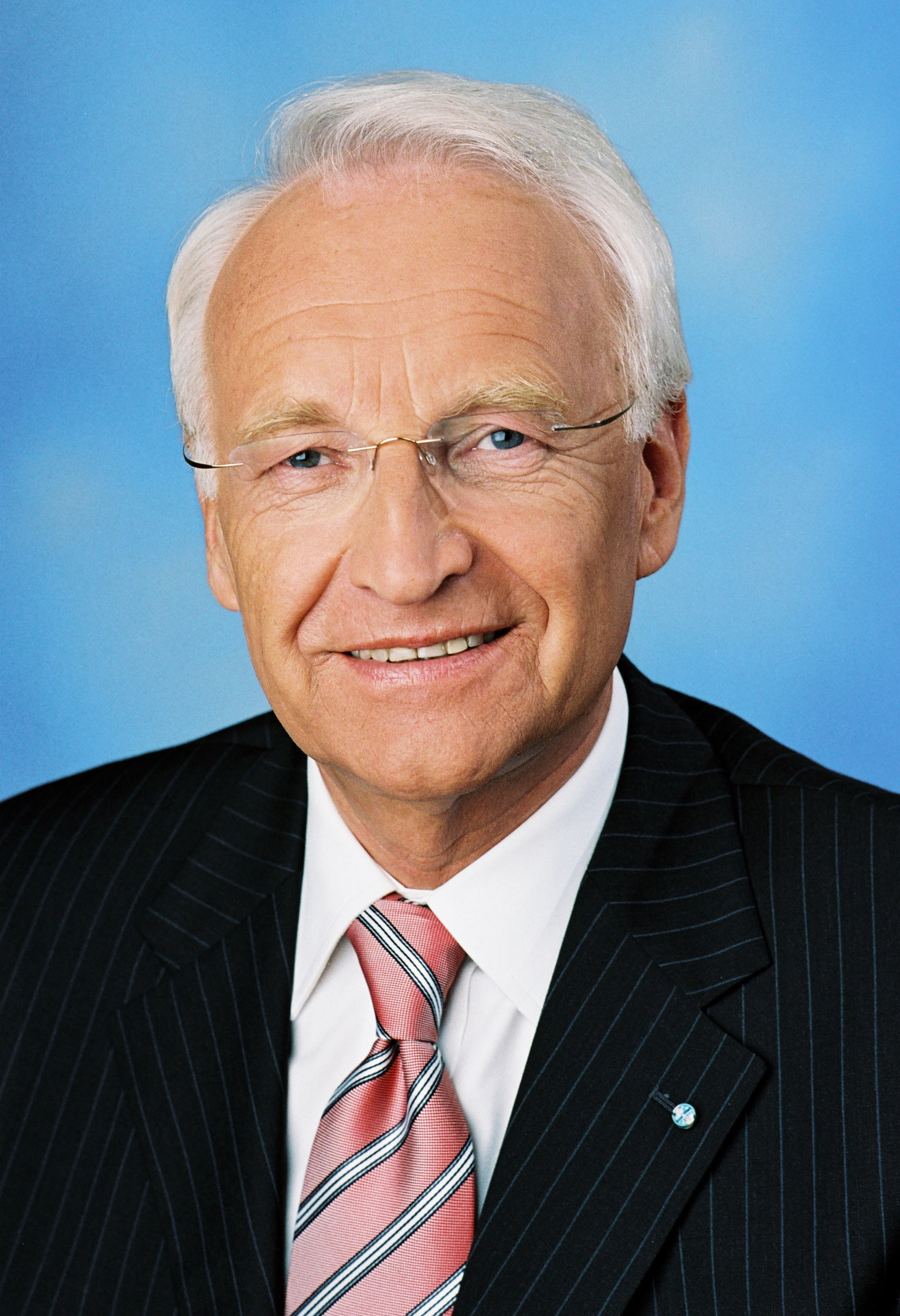
Edmund Stoiber, Kanzlerkandidat der Unionsparteien

Für die SPD trat Bundeskanzler Gerhard Schröder erneut als Kanzlerkandidat an.
Die Unionsparteien nominierten den CSU-Vorsitzenden und bayerischen Ministerpräsidenten Edmund Stoiber als Kanzlerkandidaten. Er war nach Franz Josef Strauß 1980 der zweite und bis heute letzte Kanzlerkandidat der CSU. Nach der Wahlniederlage von Helmut Kohl 1998 galt eigentlich Wolfgang Schäuble, ab 1998 CDU-Parteivorsitzender und Unions-Fraktionsvorsitzender, als designierter Kanzlerkandidat. Infolge der CDU-Spendenaffäre trat er 2000 jedoch von seinen beiden Spitzenämtern zurück. Die neue CDU-Parteichefin Angela Merkel gab im Januar 2002 jedoch Ambitionen auf eine Kanzlerkandidatur zugunsten Stoibers auf (Wolfratshauser Frühstück).
Spitzenkandidat der Grünen war Joschka Fischer. Er war seit 1998 Vizekanzler und Außenminister im Kabinett Schröder I.
Die FDP nominierte zur Wahl 2002 – zum ersten Mal in ihrer Geschichte – ihren Spitzenkandidaten, Parteichef Guido Westerwelle, als Kanzlerkandidaten. Dies war Teil von „Projekt 18“, der Wahlkampfstrategie der FDP 2002. Sie wollte mit neuen Wählerschichten ihren Stimmanteil auf 18 Prozent steigern und als liberale Partei eine Äquidistanz zu Union und SPD schaffen, weswegen sie auch einmalig keine Koalitionsaussage machte. Der erhoffte Stimmenanteil konnte nicht erreicht werden. Dieses Auftreten war – auch innerparteilich – starker Kritik ausgesetzt.

## Wahlkampf
Wichtige Themen des Wahlkampfes waren die Positionierung zum sich abzeichnenden Irakkrieg, die Arbeit der Hartz-Kommission, Reformen im Bildungswesen vor dem Hintergrund der Ergebnisse der PISA-Studie 2000 sowie die Ökosteuer.
Die Parteien mussten mit diversen Affären kämpfen: die CDU mit der sich seit 1999 hinziehenden CDU-Spendenaffäre, die SPD mit der Kölner Spendenaffäre um Müllverbrennungsanlagen, die FDP mit der Flugblatt-Affäre um Jürgen Möllemann und insbesondere Grüne und PDS mit der Bonusmeilen-Affäre.
Weiteren Einfluss hatte die Bewertung des Krisenmanagements beim Elbhochwasser 2002: Als einer der Gründe für den knappen Wahlsieg der rot-grünen Regierung unter Kanzler Schröder gilt dessen gutes und medienwirksames Krisenmanagement; ihre Teilnahmslosigkeit kostete Unions-Kanzlerkandidat Edmund Stoiber und FDP-Spitzenkandidat Guido Westerwelle dagegen viel Sympathie.
Es gab zum ersten Mal zwei Fernsehduelle der Kanzlerkandidaten Schröder und Stoiber. Das Bundesverfassungsgericht wies eine Verfassungsbeschwerde der FDP auf eine Teilnahmeberechtigung ihres Kandidaten Westerwelle wegen nicht hinreichender Aussicht Westerwelles auf Wahl zum Kanzler ab.
In den Meinungsumfragen lag bis zum Sommer die Union noch weit vor der SPD und ein Regierungswechsel schien durchaus möglich. Erst in den letzten Wochen konnten SPD und Grüne aufholen. Die FDP verlor im Jahresverlauf kontinuierlich an Zustimmung.

Verlauf der Umfragen seit der Wahl 1998

## Ergebnis

### Gesamtergebnis
Die Wahlbeteiligung betrug 79,1 %.
| Listen                       | Listen            | Erststimmen | Erststimmen | Erststimmen | Erststimmen | Zweitstimmen | Zweitstimmen | Zweitstimmen | Zweitstimmen | Mandate | Mandate |
| Listen                       | Listen            | Stimmen     | %           | +/-         | Mandate     | Stimmen      | %            | +/-          | Mandate      | Anzahl  | +/-     |
| ---------------------------- | ----------------- | ----------- | ----------- | ----------- | ----------- | ------------ | ------------ | ------------ | ------------ | ------- | ------- |
|                              | SPD               | 20.059.967  | 41,9        | -1,9        | 171         | 18.488.668   | 38,5         | -2,4         | 80           | 251     | –47     |
|                              | CDU               | 15.336.512  | 32,1        | -0,2        | 82          | 14.167.561   | 29,5         | +1,1         | 108          | 190     | –8      |
|                              | CSU               | 4.311.178   | 9,0         | +1,7        | 43          | 4.315.080    | 9,0          | +2,3         | 15           | 58      | +11     |
|                              | Grüne             | 2.693.794   | 5,6         | +0,7        | 1           | 4.110.355    | 8,6          | +1,9         | 54           | 55      | +8      |
|                              | FDP               | 2.752.796   | 5,8         | +2,7        | –           | 3.538.815    | 7,4          | +1,1         | 47           | 47      | +4      |
|                              | PDS               | 2.079.203   | 4,3         | -0,6        | 2           | 1.916.702    | 4,0          | -1,1         | –            | 2       | –34     |
|                              | Schill            | 120.330     | 0,3         | N/A         | –           | 400.476      | 0,8          | N/A          | –            | –       | –       |
|                              | REP               | 55.947      | 0,1         | -2,2        | –           | 280.671      | 0,6          | -1,3         | –            | –       | –       |
|                              | NPD               | 103.209     | 0,2         | +0,1        | –           | 215.232      | 0,4          | +0,2         | –            | –       | –       |
|                              | Tierschutz        | 8.858       | 0,0         | ±0,0        | –           | 159.655      | 0,3          | +0,1         | –            | –       | –       |
|                              | Graue             | 75.490      | 0,2         | -0,1        | –           | 114.224      | 0,2          | -0,1         | –            | –       | –       |
|                              | PBC               | 71.106      | 0,1         | +0,1        | –           | 101.645      | 0,2          | +0,1         | –            | –       | –       |
|                              | ödp               | 56.593      | 0,1         | -0,2        | –           | 56.898       | 0,1          | -0,1         | –            | –       | –       |
|                              | Die Frauen        | 2.264       | 0,0         | ±0,0        | –           | 36.832       | 0,1          | ±0,0         | –            | –       | –       |
|                              | Familie           | 15.138      | 0,0         | ±0,0        | –           | 30.045       | 0,1          | ±0,0         | –            | –       | –       |
|                              | BüSo              | 22.531      | 0,0         | ±0,0        | –           | 16.958       | 0,0          | ±0,0         | –            | –       | –       |
|                              | CM                | 2.413       | 0,0         | ±0,0        | –           | 15.440       | 0,0          | ±0,0         | –            | –       | –       |
|                              | BP                | 6.757       | 0,0         | ±0,0        | –           | 9.379        | 0,0          | ±0,0         | –            | –       | –       |
|                              | PRG               | 4.363       | 0,0         | N/A         | –           | 7.499        | 0,0          | N/A          | –            | –       | –       |
|                              | Aufbruch          | 2.895       | 0,0         | N/A         | –           | 4.697        | 0,0          | N/A          | –            | –       | –       |
|                              | Zentrum           | 1.823       | 0,0         | ±0,0        | –           | 3.127        | 0,0          | N/A          | –            | –       | –       |
|                              | HP                | 1.385       | 0,0         | ±0,0        | –           | 2.485        | 0,0          | ±0,0         | –            | –       | –       |
|                              | Violette          | 840         | 0,0         | N/A         | –           | 2.412        | 0,0          | N/A          | –            | –       | –       |
|                              | KPD               | 686         | 0,0         | N/A         | –           | 1.624        | 0,0          | N/A          | –            | –       | –       |
|                              | DSU               | 6.003       | 0,0         | ±0,0        | –           | –            | –            | N/A          | –            | –       | –       |
|                              | DKP               | 3.953       | 0,0         | ±0,0        | –           | –            | –            | N/A          | –            | –       | –       |
|                              | FP Deutschlands   | 2.003       | 0,0         | ±0,0        | –           | –            | –            | N/A          | –            | –       | –       |
|                              | Ab jetzt…         | 571         | 0,0         | ±0,0        | –           | –            | –            | ±0,0         | –            | –       | –       |
|                              | Übrige            | 43.116      | 0,1         | ±0,0        | –           | –            | –            | –            | –            | –       | –       |
| Gesamt                       | Gesamt            | 47.841.724  | 100         |             | 299         | 47.996.480   | 100          |              | 304          | 603     | -66     |
|                              |                   |             |             |             |             |              |              |              |              |         |         |
| Ungültige Stimmen            | Ungültige Stimmen | 741.037     | 1,5         | ±0,0        |             | 586.281      | 1,2          | -0,1         |              |         |         |
| Wähler                       | Wähler            | 48.582.761  | 79,1        | -3,1        |             | 48.582.761   | 79,1         | -3,1         |              |         |         |
| Wahlberechtigte              | Wahlberechtigte   | 61.412.868  |             |             |             | 61.412.868   |              |              |              |         |         |
|                              |                   |             |             |             |             |              |              |              |              |         |         |
| Quelle: Der Bundeswahlleiter |                   |             |             |             |             |              |              |              |              |         |         |

- Überhangmandate: 5, davon 4 SPD und 1 CDU.
- Bei dieser Wahl erreichten erstmals seit der Bundestagswahl 1949 weder SPD noch Union mindestens 40 % der Zweitstimmen, beide erreichten je 38,5 %.
- Die PDS verfehlte sowohl die Fünf-Prozent-Klausel als auch die Grundmandatsklausel und zog lediglich mit zwei direkt gewählten Abgeordneten (Gesine Lötzsch und Petra Pau) in den Bundestag ein.
- Von den fünf Überhangmandaten entfielen zwei bis zum Ende der Wahlperiode, eine SPD-Abgeordnete starb und ein weiterer SPD-Abgeordneter verzichtete auf sein Mandat.
- Erstmals in der Geschichte der Wahlen zum Deutschen Bundestag konnte ein von Bündnis 90/Die Grünen aufgestellter Direktkandidat einen Wahlkreis gewinnen: Hans-Christian Ströbele erzielte im Wahlkreis Berlin-Friedrichshain – Kreuzberg – Prenzlauer Berg Ost 31,6 % der Stimmen und lag damit vor seinen Konkurrenten Andreas Matthae (SPD, 29,2 %) und Bärbel Grygier (PDS, 22,6 %).

### Ergebnisse nach Bundesländern
Obwohl SPD und Unionsparteien sowohl bei den Erst- als auch Zweitstimmen im bundesweiten Ergebnis sehr nah beieinander liegen, ergab sich in den meisten Bundesländern ein Vorsprung für die SPD, während die Unionsparteien nur in Baden-Württemberg, Bayern und Sachsen sowohl die meisten Erststimmen als auch Zweitstimmen erhielten. In Rheinland-Pfalz erzielte die CDU das bessere Zweitstimmenergebnis, in der Summe der Erststimmen war allerdings die SPD erfolgreicher. Die deutlichsten Vorsprünge für die SPD ergaben sich in Bremen und Brandenburg, während der größte Vorsprung der Unionsparteien im CSU-regierten Bayern lag, welches diese mit fast 60 Prozent der Stimmen für sich entschied, während dies zeitgleich das schwächste Bundesland für die SPD war.
Für die Grünen lag der Erfolg zumeist in den Städten, so erreichten sie auf Bundesländer-Ebene auch ihre besten Ergebnisse mit jeweils grob 15 Prozent der Zweitstimmen in Berlin, Bremen und Hamburg. In den ostdeutschen Flächenländern verblieben sie jedoch sämtlich unter fünf Prozent der Stimmen. Die FDP konnte ihre Ergebnisse hingegen vor allem in ostdeutschen Bundesländern verbessern, sodass ihr dortiger Schnitt nur noch leicht unter den Bundesländern des Westens lag. In Baden-Württemberg und Bayern verloren sie hingegen Stimmen. Für die PDS blieb der Erfolg in westdeutschen Bundesländern weiter aus, sodass sich weiter eine klare Trennung zeigte. Hinzu kamen erhebliche Stimmenverluste von bis zu sieben Prozentpunkten im Osten Deutschlands, wo sie in Brandenburg ihr bestes Ergebnis mit nur noch lediglich 17 Prozent feiern konnte.
| Bundesland / Region         | Wahl- berechtigte | Wähler     | Wahl- beteiligung | SPD  | SPD   | CDU/CSU | CDU/CSU | Grüne | Grüne | FDP  | FDP   | PDS  | PDS   |
| Bundesland / Region         | Wahl- berechtigte | Wähler     | Wahl- beteiligung | Erst | Zweit | Erst    | Zweit   | Erst  | Zweit | Erst | Zweit | Erst | Zweit |
| --------------------------- | ----------------- | ---------- | ----------------- | ---- | ----- | ------- | ------- | ----- | ----- | ---- | ----- | ---- | ----- |
| Baden-Württemberg           | 07.418.781        | 06.017.608 | 81,1              | 38,2 | 33,5  | 46,3    | 42,8    | 07,3  | 11,4  | 6,2  | 7,8   | 00,9 | 00,9  |
| Bayern                      | 09.101.493        | 07.416.233 | 81,5              | 29,1 | 26,1  | 58,9    | 58,6    | 05,9  | 07,6  | 4,1  | 4,5   | 00,6 | 00,7  |
| Berlin                      | 02.442.795        | 01.896.316 | 77,6              | 39,0 | 36,6  | 27,7    | 25,9    | 11,0  | 14,6  | 5,3  | 6,6   | 14,5 | 11,4  |
| Brandenburg                 | 02.101.025        | 01.547.957 | 73,7              | 45,1 | 46,4  | 23,2    | 22,3    | 03,5  | 04,5  | 5,9  | 5,8   | 20,6 | 17,2  |
| Bremen                      | 00.484.493        | 00.382.009 | 78,8              | 54,5 | 48,6  | 25,8    | 24,6    | 10,2  | 15,0  | 4,8  | 6,7   | 01,9 | 02,2  |
| Hamburg                     | 01.221.783        | 00.972.418 | 79,6              | 51,6 | 42,0  | 32,4    | 28,1    | 08,7  | 16,2  | 4,7  | 6,8   | 01,6 | 02,1  |
| Hessen                      | 04.344.854        | 03.480.327 | 80,1              | 45,3 | 39,7  | 40,3    | 37,1    | 06,4  | 10,7  | 5,6  | 8,2   | 01,3 | 01,3  |
| Mecklenburg-Vorpommern      | 01.412.019        | 00.996.580 | 70,6              | 42,4 | 41,7  | 31,5    | 30,3    | 03,2  | 03,5  | 4,8  | 5,4   | 16,4 | 16,3  |
| Niedersachsen               | 06.035.170        | 04.886.327 | 81,0              | 50,1 | 47,8  | 37,5    | 34,5    | 05,1  | 07,3  | 5,4  | 7,1   | 01,0 | 01,0  |
| Nordrhein-Westfalen         | 13.179.091        | 10.581.411 | 80,3              | 47,6 | 43,0  | 38,4    | 35,1    | 05,3  | 08,9  | 6,4  | 9,3   | 01,1 | 01,2  |
| Rheinland-Pfalz             | 03.051.076        | 02.441.460 | 80,0              | 43,0 | 38,2  | 43,0    | 40,2    | 04,8  | 07,9  | 7,6  | 9,3   | 00,9 | 01,0  |
| Saarland                    | 00.821.218        | 00.657.158 | 80,0              | 50,2 | 46,0  | 37,4    | 35,0    | 03,8  | 07,6  | 4,5  | 6,4   | 01,1 | 01,4  |
| Sachsen                     | 03.571.995        | 02.632.297 | 73,7              | 32,5 | 33,3  | 37,0    | 33,6    | 03,5  | 04,6  | 6,7  | 7,3   | 17,7 | 16,2  |
| Sachsen-Anhalt              | 02.108.941        | 01.451.093 | 68,8              | 42,6 | 43,2  | 31,0    | 29,0    | 02,6  | 03,4  | 7,0  | 7,6   | 15,8 | 14,4  |
| Schleswig-Holstein          | 02.172.756        | 01.753.226 | 80,7              | 47,8 | 42,9  | 39,9    | 36,0    | 05,0  | 09,4  | 5,3  | 8,0   | 01,2 | 01,3  |
| Thüringen                   | 01.965.378        | 01.470.341 | 74,8              | 40,3 | 39,9  | 31,2    | 29,4    | 03,1  | 04,3  | 5,9  | 5,9   | 19,0 | 17,0  |
|                             |                   |            |                   |      |       |         |         |       |       |      |       |      |       |
| Alte Länder und West-Berlin | 49.278.532        | 39.733.112 | 80,6              | 42,6 | 38,3  | 43,4    | 40,8    | 06,1  | 09,4  | 5,7  | 7,6   | 01,0 | 01,1  |
| Neue Länder und Ost-Berlin  | 12.154.336        | 08.849.649 | 72,8              | 39,1 | 39,7  | 30,3    | 28,3    | 03,6  | 04,7  | 6,0  | 6,4   | 19,2 | 16,9  |

### Ergebnisse nach Wahlkreisen
- Erststimmenmehrheiten in den Wahlkreisen
  - SPD: 171
  - CDU: 82
  - CSU: 43
  - PDS: 2
  - Grüne: 1

Erststimmenmehrheiten in den Wahlkreisen SPD: 171 CDU: 82 CSU: 43 PDS: 2 Grüne: 1
Zweitstimmenmehrheiten in den Wahlkreisen - SPD: 170 - CDU: 85 - CSU: 44
Wahlbeteiligung in den Wahlkreisen

### Zweitstimmenanteil der Parteien nach Wahlkreisen
Die folgenden Karten zeigen, mit welchem Zweitstimmenergebnis die gezeigten Parteien in den einzelnen Wahlkreisen abgeschnitten haben.

SPD
CDU/CSU
Grüne
FDP
PDS

### Ausschöpfungsquoten und Nichtwähleranteil
| Bundestagswahl 2002 mit NichtwähleranteilAusschöpfungsquoten der Parteien und Anteil der Nichtwähler %403020100 30,16,75,83,12,41,020,9 SPDUnionGrüneFDPPDSSonst.Ungült.Nichtw.Gewinne und Verlusteim Vergleich zu 1998 %p 4 2 0 −2 −4−3,1+1,6+1,3+0,7−1,0−2,4−0,1+3,1SPDUnionGrüneFDPPDSSonst.Ungült.Nichtw. |

### Wahlverlauf
Nach Schließung der Wahllokale um 18:00 Uhr sah in der ersten Prognose die ARD Rot-Grün hinter Schwarz-Gelb, das ZDF beide gleich auf und RTL wiederum sah eine Mehrheit für Rot-Grün.
Am frühen Abend ging Edmund Stoiber davon aus, dass die beabsichtigte schwarz-gelbe Koalition von CDU/CSU und FDP die Wahl gewonnen habe. In den Hochrechnungen der ARD war zu diesem Zeitpunkt tatsächlich Schwarz-Gelb vorne. Dies änderte sich im Verlauf des Abends jedoch mehr und mehr zugunsten eines knappen Wahlsieges für Rot-Grün.
Das vorläufige amtliche Wahlergebnis und die daraus folgende Sitzverteilung wurde noch in der Wahlnacht in Berlin im Reichstagsgebäude bekannt gegeben. Die SPD lag mit 6027 Zweitstimmen vor den Unionsparteien. Für die Regierungsbildung war der knappe Unterschied zwischen SPD und CDU/CSU allerdings nicht ausschlaggebend, da die Grünen vor der FDP landeten, so dass SPD und Grüne zusammen elf Sitze mehr als Union und FDP und aufgrund des Scheiterns der PDS an der Sperrklausel auch eine Mehrheit im Bundestag erreichten. Auf SPD und Grüne entfielen zusammen etwa 577.000 Zweitstimmen mehr als auf CDU/CSU und FDP zusammen.
Das endgültige amtliche Wahlergebnis wurde vom Bundeswahlausschuss am 9. Oktober festgestellt.

### Wahlprüfungsbeschwerden
Aufgrund einiger Wahlprüfungsbeschwerden beim Bundesverfassungsgericht gegen den Beschluss des Deutschen Bundestages über Wahleinsprüche gegen die Gültigkeit der Bundestagswahl 2002 fand Mitte Januar 2005 eine Neuauszählung in den beiden von den PDS-Kandidatinnen (Petra Pau und Gesine Lötzsch) gewonnenen Berliner Wahlkreisen statt. Sie sollte eine Mandatserheblichkeit der Zweitstimmen derjenigen Wähler überprüfen, die mit ihrer Erststimme die PDS-Kandidatinnen und mit ihrer Zweitstimme eine andere Landesliste gewählt haben. Damit erzielten sie einen doppelten Erfolgswert ihrer Stimmen. Eine Mandatserheblichkeit wurde jedoch nicht festgestellt.
Wenn das Bundesverfassungsgericht diese Stimmen vom Ergebnis der für die Sitzverteilung zu berücksichtigenden Stimmen der einzelnen Parteien abzöge, wäre die wahrscheinlichste mandatserhebliche Folge gewesen, dass die SPD durch Verlust von z. B. 54.000 Stimmen noch einen zusätzlichen Sitz erhalten hätte – eine Folge des von Wahlrechtlern kritisierten negativen Stimmgewichts des Bundestagswahlsystems.

## Regierungsbildung
| Mögliche Koalitionen         | Sitze |
| ---------------------------- | ----- |
| Sitze gesamt                 | 603   |
| Zweidrittelmehrheit (ab 402) |       |
| SPD, Union                   | 499   |
| Absolute Mehrheit (ab 302)   |       |
| SPD, Grüne                   | 306   |

Vor der Wahl sprachen sich SPD und Grüne für eine Fortsetzung ihrer amtierenden rot-grünen Koalition aus. Am Wahlabend schien diese Mehrheit nicht erreicht und die Union lag vor der SPD, deswegen war der Wahlausgang lange unklar. Im Laufe des Abends stellte sich heraus, dass die amtierende Regierung erneut die Mehrheit erlangt hatte. Bereits in der Wahlnacht trafen sich SPD und Grüne für erste Koalitionsverhandlungen. Am 16. Oktober stand der neue Koalitionsvertrag. Gerhard Schröder wurde am 22. Oktober zum Bundeskanzler gewählt.